# Can Xiana
Can Xiana és una obra de Rupià (Baix Empordà) inclosa a l'Inventari del Patrimoni Arquitectònic de Catalunya.

## Descripció
Can Xiana està situada davant l'església de Sant Vicenç. És de planta rectangular, amb pati posterior. Costa de planta baixa i dos pisos; la coberta és de teula a dues vessants, amb carener paral·lel a la línia de façana. La façana principal, molt modificada, presenta a la dreta de la planta baixa la porta d'accés, d'arc de mig punt amb grans dovelles de pedra.
Al primer pis s'obre una finestra creuada, amb els dos quadrants superiors tapiats. Presenta una interessant decoració escultòrica: animals (lleons, dracs, ...), personatges (àngel músic), i altres relleus amb ornamentació vegetal a les motllures, frontó i pinacles. Al segon pis hi ha petites finestres rectangulars. L'edifici es corona amb ràfec. A la façana lateral hi ha una obertura d'arc conopial, molt malmesa, i una altra d'arc rebaixat, ambdues tapiades, a més d'una finestra rectangular oberta posteriorment.

## Història
Els elements formals de Can Xiana corresponen en bona part al període renaixentista, i apareixen datats, en les diverses publicacions consultades, a mitjan segle xvi. Posteriorment s'hi van realitzar reformes, com ho evidencien l'estil i la inscripció del balcó a la façana, amb la data del 1750, i la porta rectangular de l'esquerra, resultat d'una modificació més recent.